# Sztracin
Sztracin (macedónul: Страцин) település Észak-Macedóniában, a Északkeleti körzetben, Kratovo községben.

## Népesség
| Lakosok száma | 1203 | 1282 | 1365 | 1046 | 485  | 315  | 273  | 185  | 130  |
|               | 1948 | 1953 | 1961 | 1971 | 1981 | 1991 | 1994 | 2002 | 2021 |

- 2002-ben 185 lakosa volt, akik közül 182 macedón és 3 szerb.